# Olivensa
Olivensa is een kevergeslacht uit de familie van de boktorren (Cerambycidae). De wetenschappelijke naam van het geslacht werd voor het eerst geldig gepubliceerd in 1965 door Lane.

## Soorten
Olivensa omvat de volgende soorten:
- Olivensa cephalotes (Pascoe, 1858)
- Olivensa megacephala (Bates, 1866)
- Olivensa mimula Lane, 1965